# M.L.T.
M.L.T. war ein französischer Hersteller von Automobilen und Lastkraftwagen.

## Unternehmensgeschichte
Das Unternehmen Moras, Lamielle et Tessier aus Paris begann 1900 mit der Produktion von Automobilen. Im gleichen Jahr endete die Produktion bereits wieder.

## Fahrzeuge
Das Modell 20 CV verfügte über einen Vierzylindermotor. Der Motor wurde mit 200 at Pressluft betrieben. Die Motorleistung war im Bereich von 1 PS bis 35 PS regelbar. Sie wurde über Ketten an die Hinterachse übertragen. Die offene Karosserie bot Platz für sechs Personen. Daneben entstanden ein Omnibus für zwölf Personen und einige Lastkraftwagen.